# 普化寺 (惠远城)
普化寺，位于新疆维吾尔自治区伊犁哈萨克自治州霍城县惠远镇的惠遠城，是一座藏传佛教格鲁派寺院。现已无存。

## 简介
乾隆二十二年（1757年）清朝平定准噶尔时，固尔扎庙、海努克庙毁于战火。乾隆二十七年（1762年），在绥定城（今霍城县水定镇）东北五里许，按照蒙古族例，建兴教寺（俗称喇嘛寺，旧址在今喇嘛寺沟，已废弃），僧众800多人。五年之后，伊犁将军阿桂奏准将绥定城喇嘛寺移建至惠远城东的伊犁河北岸，赐名普化寺，寺内住堪布、苏拉喇嘛1000多名。每年农历十二月二十九日，“喇嘛跳布扎，唪《护法经》，如中正殿之仪。舞态低昂，恣为欢笑，自将军以下皆往观之。”
清朝的伊犁将军府设有喇嘛处，负责普化寺及伊犁各地总计1181名喇嘛的换班、补放、念经，以及每年农历十二月二十八日普化寺喇嘛跳布扎等事项。
同治新疆回变中，同治五年正月二十二日（1866年3月8日），惠远城被攻占。普化寺被毁，喇嘛四散。所藏全部佛经后来转移到靖远寺。
1873年，美国人尤金·斯凯勒（Eugene Schuyler，1840年-1890年）参观已成废墟的惠远城，见到一座很大的佛教寺院，壁画残存着一半，全部佛像都已被毁。斯凯勒看到的这座佛寺，很可能就是普化寺。
万寿宫位于惠远新城东街尾的北侧，光绪年间与惠远新城同时建成。民国15年（1926年），应厄鲁特蒙古上层人士的请求，拨给喇嘛充作喇嘛寺，改名为普化寺。普化寺为全惠远新城的军民诵经拜佛，惠远新城内的满族、锡伯族老人病逝时还会请该寺喇嘛去念经。直到民国22年（1933年），惠远城被前来进攻张培元的苏联红军占领，喇嘛回原籍，普化寺从此关闭。中华人民共和国成立后，普化寺拆除改建，现已无存。